# Kreisgericht Hechingen
Das Kreisgericht Hechingen war von 1852 bis 1879 ein preußisches Kreisgericht mit Sitz in Hechingen.

## Geschichte
Die „Verordnung über die Aufhebung der Privatgerichtsbarkeit und des eximierten Gerichtsstandes sowie über die anderweitige Organisation der Gerichte“ vom 2. Januar 1849 hob die Patrimonialgerichtsbarkeit auf. Gleichzeitig wurde das Appellationsgericht Arnsberg geschaffen, dem fünf Kreisgerichte zugeordnet waren.
Mit der Angliederung von Hohenzollern-Hechingen und Hohenzollern-Sigmaringen an Preußen 1849 als Regierungsbezirk Sigmaringen wurde auch die Gerichtsorganisation angepasst. Für die bisherige Gerichtsstruktur siehe Liste der Gerichte im Fürstentum Hohenzollern-Hechingen und Liste der Gerichte im Fürstentum Hohenzollern-Sigmaringen. Zum 1. Januar 1852 wurde ein königlich preußisches Kreisgericht Hechingen eingerichtet. Gleichzeitig wurden Kreisgerichtskommissionen in Gammertingen und Wald eingerichtet, zum 1. September 1854 zusätzliche in Glatt und Haigerloch. Eine Gerichtsdeputation bestand in Sigmaringen.
Appellationsgericht war nun das Appellationsgericht Arnsberg. Oberstes Gericht wurde das Preußische Obertribunal. Diese Zuordnung war eine Besonderheit, da das Appellationsgericht geographisch weit entfernt war. Die Hohenzollernschen Lande bildeten eine preußische Exklave. Die nächstgelegene preußische Provinz war die Rheinprovinz, daher wurde das dortige Appellationsgericht Arnsberg gewählt.
Mit den Reichsjustizgesetzen wurden die Gerichte im Deutschen Reich vereinheitlicht. Das Kreisgericht Hechingen wurde 1879 aufgehoben. Neu eingerichtet wurde nun das Amtsgericht Hechingen im Bezirk des Landgerichtes Hechingen im Sprengel des Oberlandesgerichts Frankfurt.
Die Gerichtskommissionen/-deputationen Sigmaringen, Gammertingen, Haigerloch und Wald wurden 1879 aufgehoben und die Amtsgerichte Sigmaringen, Gammertingen, Haigerloch und Wald gebildet.

## Richter
- Fidelis Graf (1857 bis 1879)